# Operacja Orle Pióro
Operacja Orle Pióro – operacja wojskowa Polskiego Kontyngentu Wojskowego w Afganistanie, przeprowadzona w dniach 12–18 czerwca 2009 w dystrykcie Giro. Była to największa akcja zaczepna połączonych sił afgańsko-amerykańsko-polskich od przejęcia Ghazni przez Polskie Siły Zadaniowe.

## Tło sytuacyjne
Po zimowej przerwie w atakach na siły koalicji w Afganistanie, talibowie i inne grupy rebelianckie przygotowywały wiosenno-letnią ofensywę, której jednym z głównych celów było uniemożliwienie przeprowadzenia wyborów prezydenckich w tym kraju. Aby maksymalnie zapewnić możliwość ich przeprowadzenia, V zmiana PKW w Afganistanie została powiększona do 2000 żołnierzy (z czego większość służyła w jednostkach operacyjnych) i późną wiosną 2009 rozpoczęła szereg operacji, które miały uniemożliwić działania rebeliantom.

## Siły koalicji
- dowódca – płk Rajmund Andrzejczak
  - główne siły bojowe
    -  Grupa Bojowa B (18 Batalion Desantowo-Szturmowy)
    -  Grupa Rozpoznawcza
    -  2 Kompania 2 Kandaku (batalionu) 3 Brygady 203 Korpusu

  - wsparcie sił bojowych
    -  Mi-17 i Mi-24 z Samodzielnej Grupy Powietrznej
    -  A-10 Thunderbolt i AH-64 Apache
    -  10 Zespół Oczyszczania Dróg
    -  Patrol rozminowania

  - elementy niekinetyczne
    -  Grupa Współpracy Cywilno-Wojskowej (CIMIC)
    -  Grupa Wsparcia Psychologicznego (PSYOPS)
    -  Operacyjny Zespół Doradczo-Łącznikowy (OMLT)
    -  Zespół Odbudowy Prowincji Ghazni (PRT Ghazni)

## Przebieg operacji
Operacja składała się z 2 faz:
- kinetyczna – sprawdzanie przez polskich i afgańskich żołnierzy obiektów uznawanych za bazy rebeliantów. Polegało to na wysyłaniu żołnierzy w teren w dzień – tak aby talibowie mogli ocenić ich siłę i spodziewany (w rzeczywistości fałszywy) kierunek natarcia – a następnie przerzucanie (z pomocą Mi-17 i Mi-24) części z nich w nocy do ośrodków niespodziewających się takiego ruchu partyzantów. Działania te były wsparte przez Amerykanów zarówno z powietrza (samoloty i śmigłowce szturmowe), jak i z lądu (siły oczyszczania dróg i rozminowania) – ponadto sąsiadujące z Task Force White Eagle Task Force Yukon zablokowały drogi prowadzące do prowincji Paktika.
- niekinetyczna – polegała na rozdawaniu przez CIMIC i PSYOPS pomocy humanitarnej dla ludności cywilnej oraz sprawdzeniu jej potrzeb przez PRT, w celu zaplanowaniu niezbędnych inwestycji.

Operacja zakończyła się sukcesem - schwytano i przekazano Afgańczykom 29 talibów, zarekwirowano broń i amunicję oraz zniszczono systemy łączności z innymi rejonami Afganistanu oraz Pakistanem. Jedyne straty alianckie to 3 polskich żołnierzy rannych w wyniku wjechania MRAP-a na minę.